# Памятник Власу Чубарю
Памятник Власу Чубарю — бронзовый монумент в честь советского государственного и партийного деятеля В. Я. Чубаря, существовавший в Киеве в 1970—2009 годах.
Размещался на оси аллеи по центру проспекта Чубаря (с 1992 года — Отрадный проспект). Авторы — скульптор И. П. Шаповал и архитектор И. Г. Шемсединов. Размеры памятника: высота бюста — 0,8 м, постамента — 3,7 м х 1,05 м × 0,9 м, стилобата — 4,2 м × 6,0 м.
Фронтально ориентированный бронзовый бюст с лёгким поворотом головы слева, с асимметричным плечевым срезом неправильной трапецией был установлен на призматическом постаменте из красного гранита и гранитном стилобате. Благодаря высокому постаменту, на лицевой стороне которого была размещенна аннотационная надпись, а также укрупнению самого бюста, памятник не терялся в городском среде.
Работа демонстрировала определенную тенденцию развития монументальной пластики в СССР: портретные произведения в станковой и монументальной скульптуре 1960—1970-х годов тяготели к станковизации, интимизации образа, к формально-композиционному укрупнению портрета-бюста, иногда выделялся лишь фрагмент лица — это отразилось и на памятнике В. Чубарю. «Трибунность» образа соответствовала распространенной тогда мифологеме ведущей роли КПСС в исторической судьбе народа. Характер портретируемого был передан благодаря применению реалистической пластики, однако скульптору не удалось избежать унифицированной прямолинейности в воспроизведении революционного пафоса.
В 2009 году, во время президентства Виктора Ющенко, Влас Чубарь был признан одним из организаторов голода на Украине и памятник ему был демонтирован.